# Gnidia woodii
Gnidia woodii är en tibastväxtart som beskrevs av Charles Henry Wright. Gnidia woodii ingår i släktet Gnidia och familjen tibastväxter. Inga underarter finns listade i Catalogue of Life.